# 2020년 하계 올림픽 태국 선수단
2020년 하계 올림픽 태국 선수단은 2021년 일본 도쿄에서 열린 2020년 하계 올림픽에 참가한 올림픽 태국 선수단이다.
태국은 2020년 도쿄 하계 올림픽에 출전했다. 원래 2020년 7월 24일부터 8월 9일까지 열릴 예정이었던 올림픽은 코로나19 범유행으로 인해 2021년 7월 23일부터 8월 8일로 연기되었다. 1952년 태국이 공식 데뷔한 이래 태국 선수들은 미국 주도의 보이콧을 지지한 이유로 1980년 모스크바 하계 올림픽을 제외하고 모든 하계 올림픽에 출전해 왔다.

## 출전 선수
| 종목     | 남자 | 여자 | 전체 |
| -------- | ---- | ---- | ---- |
| 육상     | 1    | 1    | 2    |
| 배드민턴 | 2    | 5    | 7    |
| 복싱     | 1    | 3    | 4    |
| 카누     | 0    | 1    | 1    |
| 사이클   | 0    | 2    | 2    |
| 승마     | 2    | 1    | 3    |
| 골프     | 2    | 2    | 4    |
| 유도     | 0    | 1    | 1    |
| 조정     | 2    | 0    | 2    |
| 요트     | 1    | 2    | 3    |
| 사격     | 2    | 4    | 6    |
| 수영     | 1    | 1    | 2    |
| 탁구     | 0    | 2    | 2    |
| 태권도   | 1    | 1    | 2    |
| 전체     | 15   | 26   | 41   |

## 같이 보기
- 올림픽 태국 선수단